# Age of Consent
Age of Consent (с англ. — «Возраст сексуального согласия») — четвёртый студийный альбом американской хэви-метал группы Virgin Steele. Выпущен в октябре 1988 года на лейбле Maze Music.

## История записи
Бас-гитарист группы Джо О’Райли не принимал участия в записи альбома по состоянию здоровья. Все басовые партии были записаны Дэвидом Де Фейсом и Эдвардом Пурсино. Несмотря на это, О’Райли числится как бас-гитарист на альбоме.
По солвам Де Фейса, небольшой лейбл Maze не смог организовать хорошую рекламу и распространение, в связи с чем альбом продавался плохо. После выхода альбома группа переживала определенные финансовые трудности и на некоторое время неофициально распалась.

## Переиздания
В 1997 году альбом был переиздан компанией Noise Records. Переиздание содержало другой порядок песен, а наряду с оригинальными композициями содержала 6 новых песен, включая кавер на песню Judas Priest «Desert Plains». Альбом был выпущен с новой обложкой.
В 2008 году на лейбле Dockyard 1 вышло новое переиздание альбома, которое содерждало помимо композиций издания 1997 года две новые песни — «The Curse» и кавер на песню Judas Priest «Screaming for Vengeance».
В 2011 году лейбл Steamhammer Records (подразделение SPV) выпустил очередное переиздание альбома, которое было идентично изданию 1997 года, но содержало дополнительный CD под названием «Under the Graveyard Moon».

## Список композиций
Тексты всех песен, кроме «Stay on Top», «Desert Plains», «Screaming for Vengeance», «Breach of Lease» и «Down by the River» были написаны Дэвидом Де Фейсом.
| №   | Название                                  | Музыка           | Длительность |
| --- | ----------------------------------------- | ---------------- | ------------ |
| 1.  | «On the Wings of the Night»               | Де Фейс          | 4:41         |
| 2.  | «Seventeen»                               | Де Фейс, Пурсино | 4:19         |
| 3.  | «Tragedy»                                 | Де Фейс, Пурсино | 4:21         |
| 4.  | «Stay on Top» (Кавер на песню Uriah Heep) | Т. Джексон       | 3:37         |
| 5.  | «Chains of Fire»                          | Де Фейс, Пурсино | 3:35         |
| 6.  | «The Burning of Rome (Cry for Pompeii)»   | Де Фейс, Пурсино | 6:39         |
| 7.  | «Let It Roar»                             | Де Фейс, Пурсино | 4:49         |
| 8.  | «Lion in Winter»                          | Де Фейс          | 5:32         |
| 9.  | «Cry Forever»                             | Де Фейс          | 4:32         |
| 10. | «We Are Eternal»                          | Де Фейс, Пурсино | 4:10         |

| №                   | Название                                      | Музыка                                    | Длительность |
| ------------------- | --------------------------------------------- | ----------------------------------------- | ------------ |
| 1.                  | «The Burning of Rome (Cry for Pompeii)»       | Де Фейс, Пурсино                          | 6:39         |
| 2.                  | «Let It Roar»                                 | Де Фейс, Пурсино                          | 4:49         |
| 3.                  | «Prelude to Evening»                          | Де Фейс                                   | 1:10         |
| 4.                  | «Lion in Winter»                              | Де Фейс                                   | 5:32         |
| 5.                  | «Stranger at the Gate»                        | Де Фейс                                   | 1:28         |
| 6.                  | «Perfect Mansions (Mountains of the Sun)»     | Де Фейс, Пурсино                          | 8:32         |
| 7.                  | «Coils of the Serpent»                        | Де Фейс                                   | 1:24         |
| 8.                  | «Serpent's Kiss»                              | Де Фейс                                   | 8:15         |
| 9.                  | «On the Wings of the Night»                   | Де Фейс                                   | 4:41         |
| 10.                 | «Seventeen»                                   | Де Фейс, Пурсино                          | 4:19         |
| 11.                 | «Tragedy»                                     | Де Фейс, Пурсино                          | 4:21         |
| 12.                 | «Stay on Top» (Кавер на песню Uriah Heep)     | Т. Джексон                                | 3:37         |
| 13.                 | «Chains of Fire»                              | Де Фейс, Пурсино                          | 3:35         |
| 14.                 | «Desert Plains» (Кавер на песню Judas Priest) | Гленн Типтон, Роб Хэлфорд, Кеннет Даунинг | 4:52         |
| 15.                 | «Cry Forever»                                 | Де Фейс                                   | 4:32         |
| 16.                 | «We Are Eternal»                              | Де Фейс, Пурсино                          | 4:10         |
| Общая длительность: | Общая длительность:                           | Общая длительность:                       | 71:08        |

| №                   | Название                                                | Музыка                                    | Длительность |
| ------------------- | ------------------------------------------------------- | ----------------------------------------- | ------------ |
| 17.                 | «Screaming for Vengeance» (Кавер на песню Judas Priest) | Гленн Типтон, Роб Хэлфорд, Кеннет Даунинг | 5:11         |
| 18.                 | «The Curse»                                             | Де Фейс, Пурсино                          | 2:55         |
| Общая длительность: | Общая длительность:                                     | Общая длительность:                       | 79:14        |

| №                   | Название                                                | Музыка                                            | Длительность |
| ------------------- | ------------------------------------------------------- | ------------------------------------------------- | ------------ |
| 1.                  | «Screaming for Vengeance» (Кавер на песню Judas Priest) | Гленн Типтон, Роб Хэлфорд, Кеннет Даунинг         | 5:11         |
| 2.                  | «The Curse»                                             | Де Фейс, Пурсино                                  | 2:57         |
| 3.                  | «Breach of Lease» (Кавер на песню Bloodrock)            | Джон Нитзингер, Джим Ратледж, Рик Кобб, Эд Гранди | 5:58         |
| 4.                  | «Another Nail in the Cross»                             | Де Фейс, Феррера                                  | 6:24         |
| 5.                  | «A Changeling Dawn (Noble Savage Acoustic Version)»     | Де Фейс                                           | 10:56        |
| 6.                  | «Under the Graveyard Moon»                              | Де Фейс                                           | 6:53         |
| 7.                  | «Down by the River» (Кавер на песню Нила Янга)          | Нил Янг                                           | 5:43         |
| Общая длительность: | Общая длительность:                                     | Общая длительность:                               | 44:02        |

## Участники записи
- Дэвид ДеФейс — вокал, клавишные;
- Эдвард Пурсино — гитара, бас-гитара на 4-м треке;
- Джо Орили — бас-гитара, указан, но не играл из-за болезни;
- Джо Айвазян — ударные.
- Продюсер — Дэвид ДеФейс